# 布赖恩·沃德-珀金斯
布赖恩·沃德-珀金斯是一位英国考古学家和历史学家，牛津大学三一学院教授，1980年博士毕业于牛津大学，专攻罗马帝国晚期和中世纪早期，主要作品有《罗马的陨落与文明的终结》（The Fall of Rome and the End of Civilization）等。其父亲约翰·布赖恩·沃德-珀金斯也是一位历史和考古学家。